# Сент-Лоуренс (Південна Дакота)
Сент-Лоуренс (англ. St. Lawrence) — місто (англ. town) в США, в окрузі Генд штату Південна Дакота. Населення — 163 особи (2020).

## Географія
Сент-Лоуренс розташований за координатами 44°31′0″ пн. ш. 98°56′16″ зх. д. / 44.51667° пн. ш. 98.93778° зх. д. (44.516607, -98.937878).  За даними Бюро перепису населення США в 2010 році місто мало площу 0,89 км², уся площа — суходіл.

## Демографія
Згідно з переписом 2010 року, у місті мешкало 198 осіб у 74 домогосподарствах у складі 53 родин. Густота населення становила 223 особи/км².  Було 90 помешкань (101/км²).
Расовий склад населення:
| - 99,0 % — білих - 0,5 % — корінних американців |

До двох чи більше рас належало 0,5 %. Частка іспаномовних становила 0,0 % від усіх жителів.
За віковим діапазоном населення розподілялося таким чином: 23,2 % — особи молодші 18 років, 56,1 % — особи у віці 18—64 років, 20,7 % — особи у віці 65 років та старші. Медіана віку мешканця становила 42,6 року. На 100 осіб жіночої статі у місті припадало 110,6 чоловіків;  на 100 жінок у віці від 18 років та старших — 94,9 чоловіків також старших 18 років.
Середній дохід на одне домашнє господарство  становив 68 325 доларів США (медіана — 65 938), а середній дохід на одну сім'ю — 77 954 долари (медіана — 73 929). За межею бідності перебувало 4,7 % осіб, у тому числі 10,5 % дітей у віці до 18 років та 11,5 % осіб у віці 65 років та старших.
Цивільне працевлаштоване населення становило 105 осіб. Основні галузі зайнятості: освіта, охорона здоров'я та соціальна допомога — 22,9 %, оптова торгівля — 15,2 %, роздрібна торгівля — 14,3 %.